# نهر إيراوادي
نهر اير وادي (بالإنجليزية: Irrawaddy River)‏ هو أهم أنهار بورما وأكبرها وينبع من الشمال ويتدفق إلى الجنوب من خلال وسط بورما ويبلغ طول النهر 2170 كم (1348 ميل). يعتبر نهر إيروادي ممر مائي تجاري مهم في بورما كون كثير من السلع والصادرات تنتقل عبر النهر. ويتكوّن من التقاء عدة أنهر تتجمع في حوض النهر مشكلة نهر إيروادي وتصب في دلتا نهر إيروادي في بحر أندامان. تسحب من النهر العديد من القنوات المائية مكونة شبكة للري. في عام 2007 وقعت الحكومة البورمية اتفاقية لبناء سبعة سدود على طول النهر. رغم مخاوف المنظمات البيئية بشأن الآثار البيئية على تنوع النهر.